# 미나모토노 유키이에

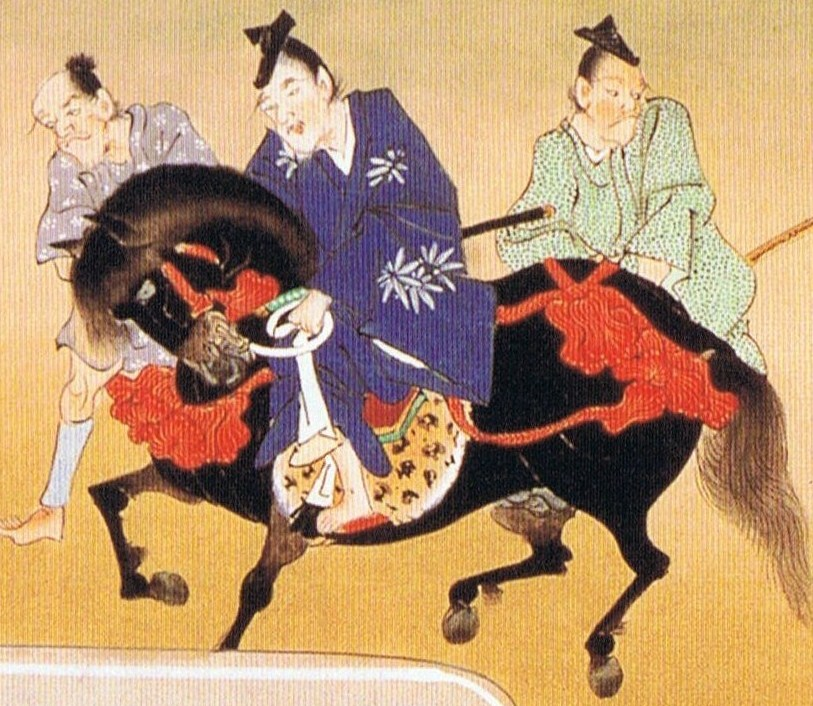
미나모토노 유키이에

미나모토노 유키이에(源行家)는 헤이안 시대 말기의 무장이다. 가와치 겐지 출신으로 미나모토노 다메요시의 11남이다.